# Distrikt Chiclayo
Der Distrikt Chiclayo liegt in der Provinz Chiclayo in der Region Lambayeque im Nordwesten von Peru. Der Distrikt hat eine Fläche von 50,35 km². Beim Zensus 2017 wurden 270.496 Einwohner gezählt. Im Jahr 1993 lag die Einwohnerzahl bei 239.887, im Jahr 2007 bei 260.948. Sitz der Distriktverwaltung ist die 29 m hoch gelegene Regions- und Provinzhauptstadt Chiclayo mit 270.208 Einwohnern (Stand 2017). Die Stadt ist praktisch deckungsgleich mit dem Distrikt.
Der Distrikt Chiclayo befindet sich in der Küstenebene von Nordwest-Peru 12 km von den Pazifischen Ozean entfernt im Nordwesten der Provinz Chiclayo. Im Südosten reicht der Distrikt bis an das Nordufer des Río Chancay (auch Río Reque). Dieser fließt 8 km südlich vom Stadtzentrum nach Westen zum Meer. Im Osten des Distrikts befindet sich der Flughafen von Chiclayo (span. Aeropuerto Internacional Capitán FAP José A. Quiñones).
Der Distrikt Chiclayo grenzt im Südwesten an den Distrikt La Victoria, im Westen an den Distrikt Pimentel, im Norden an den Distrikt José Leonardo Ortiz, im Osten an den Distrikt Pomalca sowie im Südosten an den Distrikt Monsefú.